# Miroslava (Iași)
Miroslava es una comuna y pueblo de Rumania ubicada en el distrito de Iași.

## Demografía
Según el censo de 2011, tiene 11 958 habitantes, mientras que en el censo de 2002 tenía 8073 habitantes. La mayoría de la población es de etnia rumana (92,63 %).
La mayoría de los habitantes son cristianos de la Iglesia Ortodoxa Rumana (88,79 %), con una minoría de católicos latinos.
En la comuna hay trece pueblos (población en 2011):
- Miroslava (pueblo), 2221 habitantes;
- Balciu, 510 habitantes;
- Brătuleni, 372 habitantes;
- Ciurbești, 837 habitantes;
- Cornești, 609 habitantes;
- Dancaș, 185 habitantes;
- Găureni, 185 habitantes;
- Horpaz, 1513 habitantes;
- Proselnici, 549 habitantes;
- Uricani, 787 habitantes;
- Valea Adâncă, 3053 habitantes;
- Valea Ursului, 310 habitantes;
- Vorovești, 827 habitantes.

## Geografía
Se ubica en la periferia occidental de la capital distrital Iași.